# Apachekolos vultus
Apachekolos vultus là một loài ruồi trong họ Asilidae. Apachekolos vultus được Scarbrough & Perez-Gelabert miêu tả năm.